# Puchar Włoch w piłce nożnej (1993/1994)
Puchar Włoch 1993/94 – 47 edycja rozgrywek piłkarskiego Pucharu Włoch.

## Półfinały
- Ancona Calcio - AC Torino 1:0 i 0:0
- UC Sampdoria - AC Parma 2:1 i 1:0

## Finał
- 6 kwietnia 1994, Ankona: Ancona Calcio - UC Sampdoria 0:0
- 20 czerwca 1994, Genua: UC Sampdoria - Ancona Calcio 6:1